# Alberto Barison
Alberto Barison (Dolo, 3 agosto 1994) è un calciatore italiano, difensore svincolato.

## Carriera
Cresciuto nel settore giovanile del Padova, il 2 settembre 2013 viene ceduto in prestito al Perugia, con cui inizia la carriera professionistica, rimanendo tuttavia ai margini della rosa. Il 14 luglio 2014 si trasferisce all'Ascoli; dopo aver collezionato sette presenze totali con i marchigiani, il 18 agosto 2015 viene ceduto al Bassano Virtus. Il 27 settembre, nella partita vinta per 0-2 contro il Südtirol, segna la prima rete in carriera.
L'11 gennaio 2017 passa in prestito all'Arezzo; rientrato al Bassano Virtus al termine della stagione, l'11 luglio 2018 viene acquistato dal Pordenone. Con il club friulano conquista la prima, storica promozione in Serie B, imponendosi come titolare nel ruolo.
Il 7 luglio 2022 viene acquistato dal Südtirol. Tuttavia non gioca nessuna partita con il club biancorosso che il 12 gennaio 2023 lo cede in prestito al Trento. terminata la stagione fa ritorno agli altoatesini con i quali svolge tutta la preparazione estiva, prima di ritornare a titolo definitivo al Trento.

## Statistiche

### Presenze e reti nei club
Statistiche aggiornate al 4 maggio 2025.
| Stagione              | Squadra               | Campionato            | Campionato | Campionato | Coppe nazionali | Coppe nazionali | Coppe nazionali | Coppe continentali | Coppe continentali | Coppe continentali | Altre coppe | Altre coppe | Altre coppe | Totale | Totale |
| Stagione              | Squadra               | Comp                  | Pres       | Reti       | Comp            | Pres            | Reti            | Comp               | Pres               | Reti               | Comp        | Pres        | Reti        | Pres   | Reti   |
| --------------------- | --------------------- | --------------------- | ---------- | ---------- | --------------- | --------------- | --------------- | ------------------ | ------------------ | ------------------ | ----------- | ----------- | ----------- | ------ | ------ |
| sett. 2013-2014       | Perugia               | 1D                    | 1          | 0          | CI+CI-LP        | 0+4             | 0               | -                  | -                  | -                  | SLP         | 0           | 0           | 5      | 0      |
| 2014-2015             | Ascoli                | LP                    | 5          | 0          | CI-LP           | 2               | 0               | -                  | -                  | -                  | -           | -           | -           | 7      | 0      |
| 2015-2016             | Bassano Virtus        | LP                    | 23+1       | 1          | CI+CI-LP        | 0+1             | 0               | -                  | -                  | -                  | -           | -           | -           | 25     | 1      |
| 2016-gen. 2017        | Bassano Virtus        | LP                    | 11         | 1          | CI+CI-LP        | 3+0             | 0               | -                  | -                  | -                  | -           | -           | -           | 14     | 1      |
| gen.-giu. 2017        | Arezzo                | LP                    | 11         | 0          | CI+CI-LP        | -               | -               | -                  | -                  | -                  | -           | -           | -           | 11     | 0      |
| 2017-2018             | Bassano Virtus        | C                     | 15         | 0          | CI+CI-C         | 1+0             | 0               | -                  | -                  | -                  | -           | -           | -           | 16     | 0      |
| Totale Bassano Virtus | Totale Bassano Virtus | Totale Bassano Virtus | 49+1       | 2          |                 | 5               | 0               |                    | -                  | -                  |             | -           | -           | 55     | 2      |
| 2018-2019             | Pordenone             | C                     | 33         | 6          | CI+CI-C         | 0+1             | 0               | -                  | -                  | -                  | SC          | 1           | 0           | 35     | 6      |
| 2019-2020             | Pordenone             | B                     | 27         | 4          | CI              | 1               | 0               | -                  | -                  | -                  | -           | -           | -           | 28     | 4      |
| 2020-2021             | Pordenone             | B                     | 27         | 2          | CI              | 1               | 0               | -                  | -                  | -                  | -           | -           | -           | 28     | 2      |
| 2021-2022             | Pordenone             | B                     | 17         | 1          | CI              | 1               | 0               | -                  | -                  | -                  | -           | -           | -           | 18     | 1      |
| Totale Pordenone      | Totale Pordenone      | Totale Pordenone      | 104        | 13         |                 | 4               | 0               |                    | -                  | -                  |             | 1           | 0           | 109    | 13     |
| 2022-gen. 2023        | Südtirol              | B                     | 0          | 0          | CI              | 0               | 0               | -                  | -                  | -                  | -           | -           | -           | 0      | 0      |
| gen.-giu. 2023        | Trento                | C                     | 6          | 0          | CI-C            | -               | -               | -                  | -                  | -                  | -           | -           | -           | 6      | 0      |
| 2023-2024             | Trento                | C                     | 18         | 0          | CI-C            | 0               | 0               | -                  | -                  | -                  | -           | -           | -           | 18     | 0      |
| 2024-2025             | Trento                | C                     | 17+1       | 0          | CI-C            | 0               | 0               | -                  | -                  | -                  | -           | -           | -           | 18     | 0      |
| Totale Trento         | Totale Trento         | Totale Trento         | 41+1       | 0          |                 | 0               | 0               |                    | -                  | -                  | -           | -           | -           | 42     | 0      |
| Totale carriera       | Totale carriera       | Totale carriera       | 211+2      | 15         |                 | 15              | 0               |                    | -                  | -                  |             | 1           | 0           | 229    | 15     |

## Palmarès

### Club

#### Competizioni nazionali
- Lega Pro Prima Divisione: 1

Perugia: 2013-2014 (girone B)
- Supercoppa di Lega di Prima Divisione: 1

Perugia: 2014
- Campionato italiano Serie C: 1

Pordenone: 2018-2019 (girone B)
- Supercoppa di Serie C: 1

Pordenone: 2019